# غابات نيوتن
غابات نيوتن، مساحة طبيعية تقع في مقاطعة كاس في ولاية ميشيغان الأمريكية. تبلغ مساحتها نحو 40 فداناً، معظمها أشجار بلوط وجوز. أدرجتها وزارة الداخلية الأمريكية عام 1976 معلماً طبيعياً وطنياً.
تقع الغابة ضمن محطة فريد روس التجريبية التي مساحتها 580 فدان (2.4 كـم2) التابعة لجامعة ولاية ميشيغان (MSU) ومنتزه مقاطعة كاس. تقع غابة ومنتزه روس على بعد 8 ميل (13 كـم) شرق دواجياك.

## علم البيئة
تصنّف جامعة ولاية ميشيغان غابات نيوتن على أنها «غابة من خشب البلوط الناضجة غير المضطربة تقريبًا.» 
بالإضافة إلى ذلك، تشتهر غابة ومنتزه فريد روس الأكبر بأشجار الجوز الأسود وأشجار الزنبق. تُعتبر إحدى أشجار الزنبق في الغابة على أنها أكبر شجرة من هذا النوع في ميشيغان، ويُزعم أن طولها يبلغ 180 قدم (55 م). 

## التاريخ
بجوار غابة ومتنزه فريد روس في الشرق يوجد موقع قرية فولينيا أو فولينا التي اختفت الآن، وهي قرية صغيرة كانت موجودة من عام 1834 حتى عام 1902، تقع حيث يعبر طريق مارسيلوس السريع طريق غاردز بريري.
سمّيت هذه الغابة بهذا الاسم على اسم جورج نيوتن، الذي مثل فولينيا والمجتمعات المجاورة في الجمعية العامة لميتشيغان. يقع قصر نيوتن الفيكتوري (George Newton House) على طريق مارسيلوس السريع بالقرب من الغابة، وقد سُجّل موقعاً تاريخياً في ميشيغان عام 1974.